# Transporte en Guayaquil

## Aeropuerto de Guayaquil
En el mismo corazón de la ciudad, al norte y como pocos en el mundo operando con la seguridad los 365 días del año, las 24 horas del día, el aeropuerto recientemente inaugurado ofrece un servicio de primera calidad a nacionales y extranjeros, tiene capacidad para manejar hasta 7 millones de pasajeros anualmente, en un espacio de 60 000 metros cuadrados. Es un edificio inteligente que mantiene activo movimiento de aviones, de carga y de pasajeros, operación de las diferentes compañías de carga y equipaje, control automatizado de los mismos, circuito cerrado de televisión, iluminación y climatización, tiene 6 mangas y dos pistas para el rodaje de aviones y una zona de parqueo para 800 automóviles. Además en su pista operan con regularidad aeronaves militares (adjunta a la pista existe una base aérea militar, llamada Simón Bolívar), así como avionetas y jets de uso particular o de pequeñas compañías y aeroclubs, para fletes, vuelos regulares y escuelas de aviación.
Las conexiones y vuelos directos son muy fáciles desde y hacia Guayaquil con las principales capitales latinoamericanas, Europa y Estados Unidos. Por ejemplo, para viajar a ciudades de este último país, en 6 horas se llega a Nueva York, en 5 horas a Houston, en 4 horas a Miami y a Bogotá en 50 minutos.
El aeropuerto internacional José Joaquín de Olmedo, fue recientemente inaugurado para reemplazar al anterior aeropuerto Simón Bolívar, que fue transformado en Centro Internacional de Convenciones.
Se encuentra convenientemente ubicado dentro de la ciudad, a 5 km (menos de 15 minutos) del centro de Guayaquil, en la Avenida de las Américas. 
Cuenta con una pista de aterrizaje de 2790 m (9154 pies), y una elevación de 5 m s. n. m. (16 pies). Puede ser usado por aviones Boeing 747, DC-10, Lockheed L-1011 y Airbus A340.
Fue calificado el 10 de marzo del 2009 por el Consejo Internacional de Aeropuertos (en inglés: Airports Council International) como la mejor terminal aérea de Latinoamérica y el Caribe, basándose en los resultados de los "Premios Calidad y Servicio Aeroportuarios 2008" que organiza anualmente la propia entidad.

## Transporte turístico
La ciudad de Guayaquil posee una flota de transporte turístico con vehículos equipados con AC. Por su seguridad, estos deben ser registrado ante los entes competentes en la materia: MINTUR (Ministerio de Turismo) y ANT (Agencia Nacional de Tránsito). Dos compañías,
Ecuadorianbus-Charter S.A. Tourism Transport Company y Gray Line Ecuador Airport Shuttle, organizan transporte regular privado o compartido con información turística. Estas compañías también organizan visitas dentro y fuera de la ciudad.

## Metrovía

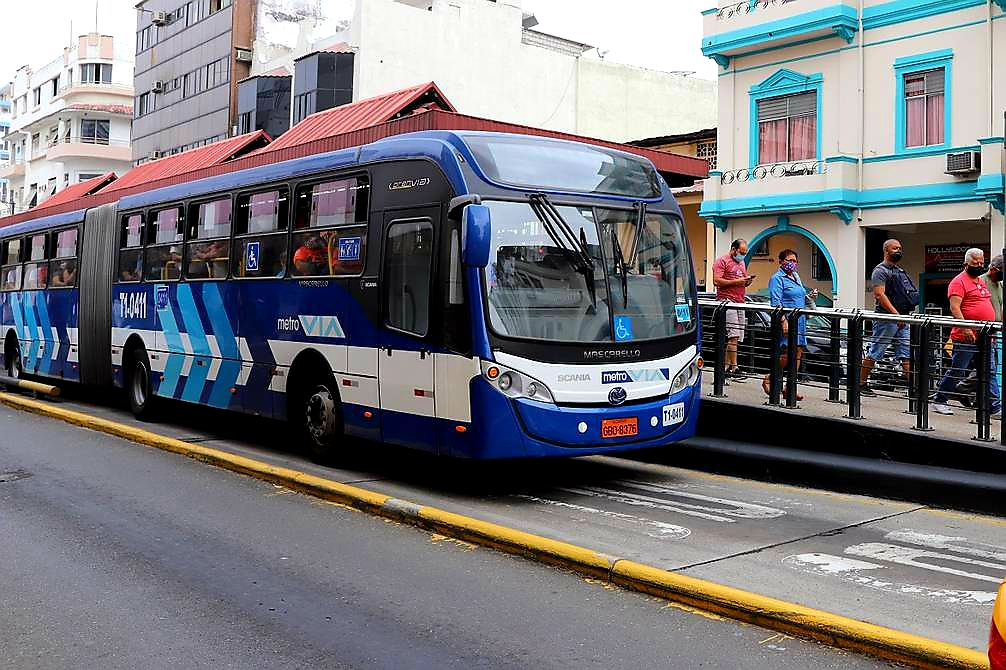
Bus Articulado de la Troncal 1 Parada Boca 9

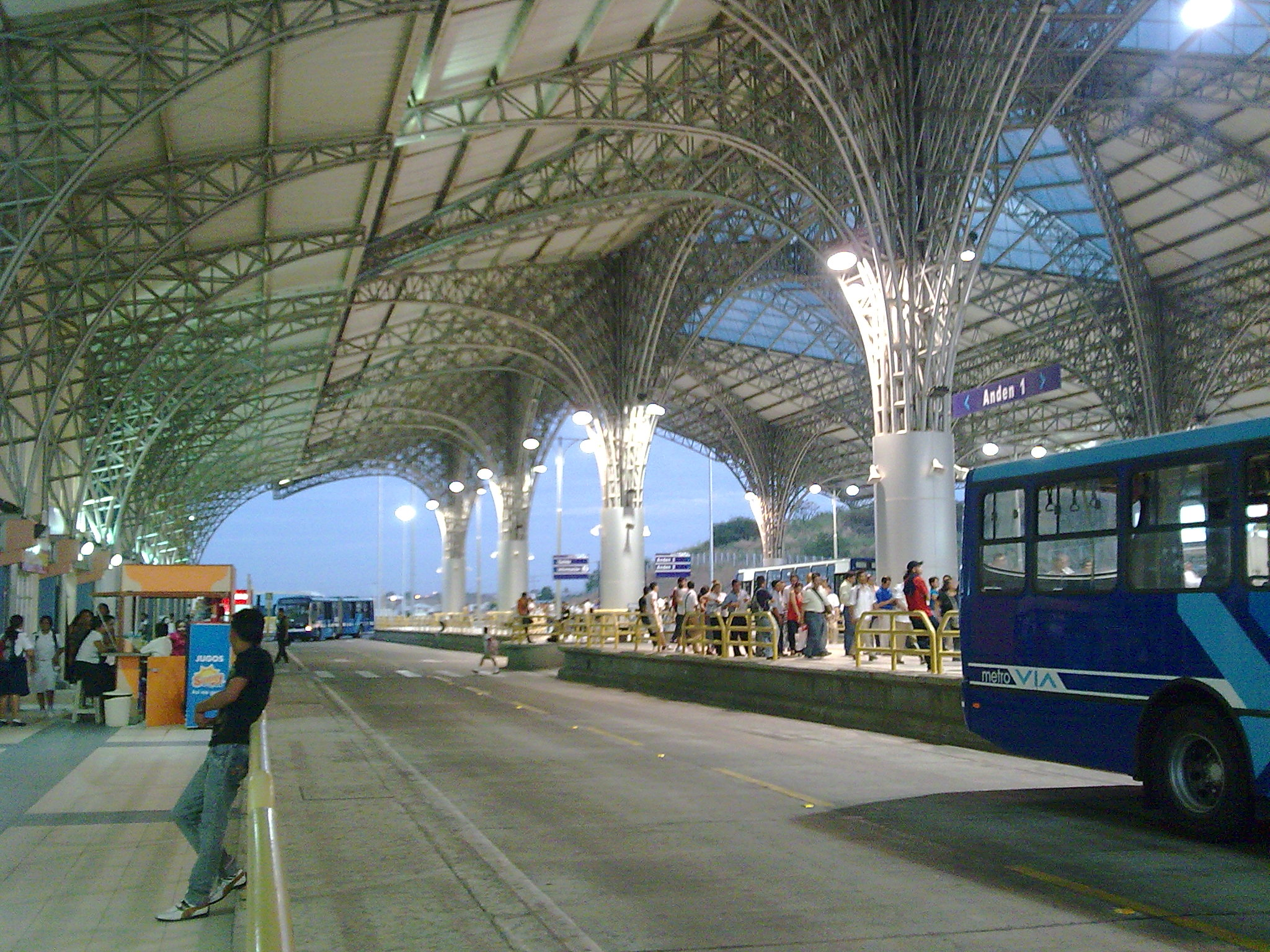
Terminal Bastión Popular

Este sistema llamado "Metrovía", funciona desde el 31 de julio de 2006 en un trayecto que va desde el sur hasta el centro de la ciudad y del centro a la Vía a Daule. Fue creado para brindar ordenamiento, seguridad y eficiencia al transporte público de la ciudad.
De acuerdo a estadísticas de su operadora diariamente se movilizan alrededor de 120 mil personas. El sistema posee 40 buses que realizan más de 306 vueltas por las vías exclusivas. 
El valor del pasaje o ticket es de 30 centavos de dólar, mientras que estudiantes, personas con discapacidades y de la tercera edad pagan 10 centavos de dólar. 
El sistema ha tenido sus pros y sus contras. Las personas se han dado cuenta de que es más rápido y seguro, a pesar de que la mayor parte del tiempo se viaja de pie, no cumpliéndose el eslogan "Un viaje más digno". También se critica que se utilice el prefijo "Metro" cuando en verdad ocupa carriles de tránsito vehicular, siendo en verdad un sistema tipo "Trole".
Este sistema ahorra tiempo en el traslado a sus destinos, reduce la circulación de buses y emisión de gases.
Sobre las vías construidas por la Municipalidad de Guayaquil circulan buses articulados con una capacidad para 160 pasajeros. La primera troncal en funcionamiento conocida como Guasmo Terminal, tiene 36 paradas obligatorias y únicas y transportan aproximadamente a 140 mil personas diariamente en un recorrido de 15.5 Kilómetros. Todas las instalaciones están al mismo nivel de las puertas de los buses y tienen rampas para facilitar el acceso de los usuarios desde la calle. Tanto los buses como las paradas cuentan con accesos especiales para las personas discapacitadas.
El pago se realiza con el uso de una tarjeta recargable e inteligente, la cual es acercada por el usuario a un validador que se encuentra en la parte superior del torniquete para así activarlo y acceder al bus. La tarjeta ha sido diseñada atendiendo a diversas situaciones personales, como son estudiantes, personas de la tercera edad y personas con movilidad reducida que obtienen un descuento del 50%. También existe la tarjeta general, y la tarjeta para personas no videntes que obtienen un descuento del 100%.
El sistema en su primera fase cuenta con tres troncales y abarcarán, prácticamente, toda la ciudad. Las otras 2 corresponde a la 25 de julio, Terminal Río Daule y Bastión Popular-Centro, que en su orden movilizan 250 mil y 240 mil personas diariamente.
Transportistas privados son los propietarios y responsables de las unidades, mientras el control es realizado por la Fundación Municipal Metrovía. El Sistema funciona desde las 05h00 hasta las 00h00 con buses alimentadores con pasaje único, es decir el usuario solo paga una vez por el uso de la troncal.

## Aerovía

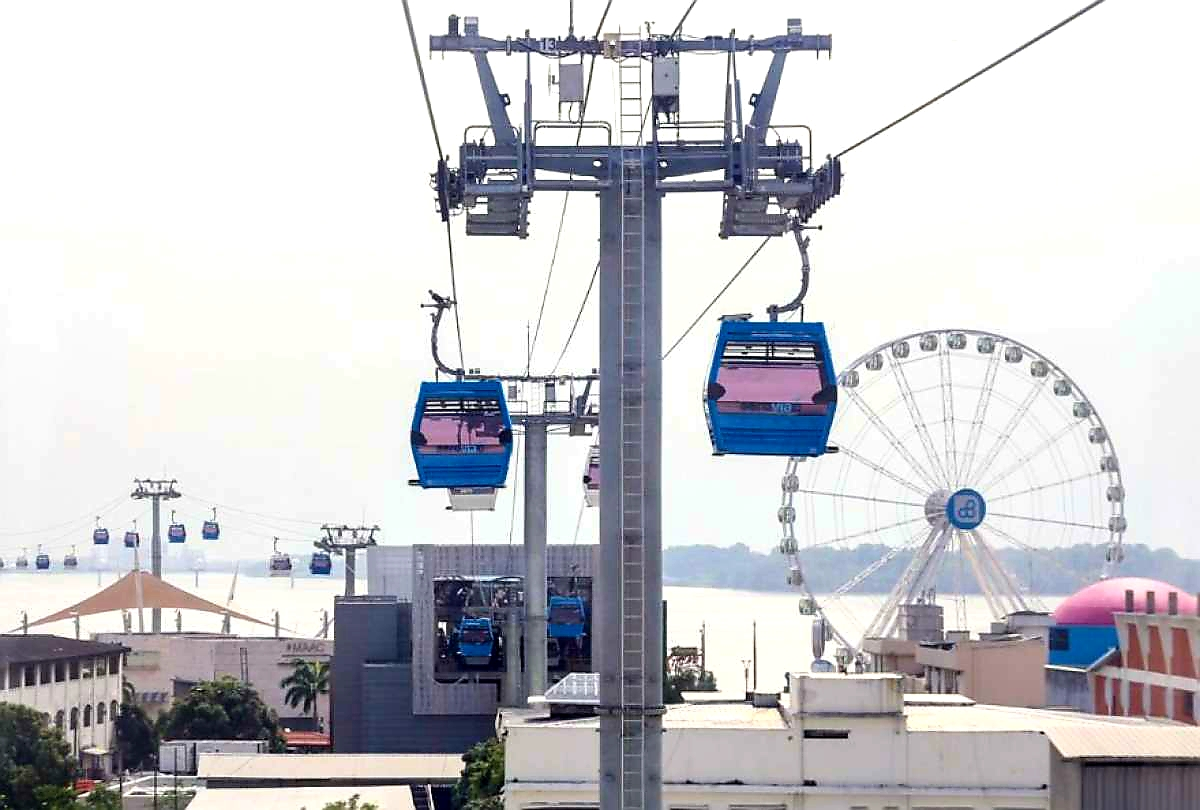
Aerovía, el primer transporte aéreo del País

Aerovía es un sistema de transporte masivo multimodal (por cable y bus de alimentación) tipo Teleférico que contribuye a la sostenibilidad e integración urbana entre Guayaquil y Durán, mejorando el estilo de movilización de nuestros usuarios, transportándolos de una manera segura, confortable, ágil, asequible, eficiente, inclusiva y amigable con el ambiente.
Fue inaugurado el 21 de diciembre de 2020, la alcaldesa Cynthia Viteri inauguró la Aerovía, el primer servicio de transporte aéreo del país. En el acto, realizado en el centro de Guayaquil, estuvieron el exalcalde de la ciudad, Jaime Nebot, funcionarios municipales y diplomáticos franceses.
Dispone de cinco estaciones, una es técnica y no recibe pasajeros. Cuenta con 154 cabinas con capacidad para diez pasajeros, pero por las restricciones de aforo pueden ingresar cinco o seis usuarios. El pasaje cuesta $ 0,70 y en Durán los usuarios pueden utilizar sin costo adicional los buses urbanos, de dos cooperativas, que los llevan a los sectores poblados más representativos del vecino cantón.

## Viaductos e intercambiadores de tráfico
Guayaquil cuenta con numerosos viaductos e intercambiadores de tráfico denominados comúnmente como pasos elevados los cuales permiten el ingreso a las principales avenidas y calles de la ciudad, de esta manera descongestionan el tráfico y facilitan el acceso a las principales arterias de Guayaquil.

## Avenidas
Guayaquil, al ser el primer centro económico del Ecuador, está unido al resto del país por importantes y correctamente tratadas vías de transporte. En 1970 se inauguró el Puente de la Unidad Nacional Rafael Mendoza Avilés, que une a la ciudad con Durán, al otro lado del río Guayas. En realidad, son dos puentes, uno sobre el río Daule y otro sobre el Babahoyo.
Importantes avenidas que recorren la ciudad son: la avenida Francisco de Orellana, la Avenida de las Américas, el Boulevar Nueve de Octubre, la Avenida Quito, la Avenida 25 de Julio entre otras.